# Lophoterges cantralasiae
Lophoterges cantralasiae är en fjärilsart som beskrevs av Otto Staudinger 1901. Lophoterges cantralasiae ingår i släktet Lophoterges och familjen nattflyn. Inga underarter finns listade i Catalogue of Life.